# Solenobia achajensis
Solenobia achajensis är en fjärilsart som beskrevs av Leo Sieder 1966. Solenobia achajensis ingår i släktet Solenobia och familjen säckspinnare. Inga underarter finns listade i Catalogue of Life.